# Nary
Bráulio Adélio de Olim Diniz, meglio noto come Nary (Luanda, 30 aprile 1987), è un ex calciatore angolano, di ruolo difensore.

## Carriera

### Club
Inizia a giocare nella quarta serie portoghese con l'Oliveira do Douro, prima di trasferirsi al Sanjoanense in terza serie. Dal 2010, milita ininterrottamente nella massima serie angolana con varie squadre.

### Nazionale
Tra il 2011 e il 2018, ha giocato 14 partite con la nazionale angolana.

## Statistiche

### Cronologia presenze e reti in nazionale
| Cronologia completa delle presenze e delle reti in nazionale ― Angola | Cronologia completa delle presenze e delle reti in nazionale ― Angola | Cronologia completa delle presenze e delle reti in nazionale ― Angola | Cronologia completa delle presenze e delle reti in nazionale ― Angola | Cronologia completa delle presenze e delle reti in nazionale ― Angola | Cronologia completa delle presenze e delle reti in nazionale ― Angola | Cronologia completa delle presenze e delle reti in nazionale ― Angola | Cronologia completa delle presenze e delle reti in nazionale ― Angola |
| Data                                                                  | Città                                                                 | In casa                                                               | Risultato                                                             | Ospiti                                                                | Competizione                                                          | Reti                                                                  | Note                                                                  |
| --------------------------------------------------------------------- | --------------------------------------------------------------------- | --------------------------------------------------------------------- | --------------------------------------------------------------------- | --------------------------------------------------------------------- | --------------------------------------------------------------------- | --------------------------------------------------------------------- | --------------------------------------------------------------------- |
| 10-6-2017                                                             | Ouagadougou                                                           | Burkina Faso                                                          | 3 – 1                                                                 | Angola                                                                | Qual. Coppa d'Africa 2019                                             | -                                                                     |                                                                       |
| Totale                                                                |                                                                       | Presenze                                                              | 14                                                                    |                                                                       | Reti                                                                  | 0                                                                     |                                                                       |

## Palmarès

### Club

#### Competizioni nazionali
- Campionato angolano: 1

Interclube: 2010